# Eroi per caso (programma televisivo)
Eroi per caso è un programma televisivo andato in onda in prima serata su Italia 1 nell'autunno del 1999. È da considerarsi un remake di Ultimo minuto, in onda su Rai 3 dal 1993 al 1997.
La trasmissione presenta la ricostruzione filmata di storie di persone comuni trovatesi in una situazione di estremo rischio e salvate da altre persone comuni o da addetti a vario titolo alla pubblica sicurezza (vigili del fuoco, protezione civile, polizia ecc.). 
In studio è normalmente presente il protagonista reale della storia o la persona che ha compiuto il gesto eroico o entrambi. In qualche caso vengono fornite informazioni sui comportamenti da tenere in situazioni di pericolo.
Il programma, nonostante il buon successo, è andato in onda per una sola edizione in quanto la Rai e Simonetta Martone querelarono Mediaset per plagio, minacciando azioni legali se la trasmissione avesse continuato ad andare in onda.